# Czingiz Ajtmatow
Czingiz (Shyngyź, Shyngýs) Torekulowicz Ajtmatow (ros. Чингиз Торекулович Айтматов, kirg. Чыңгыз Төрөкулович Айтматов; ur. 12 grudnia 1928 w Szeker, Kirgiska Autonomiczna SRR, zm. 10 czerwca 2008 w Norymberdze, Niemcy) – rosyjski i kirgiski pisarz, jeden z animatorów pieriestrojki, zapoczątkował też otwarcie Kirgistanu na Zachód. Ponadto dramaturg i scenarzysta filmowy.
Ukończył wyższą szkołę rolniczą (1953) oraz Instytut Literacki imienia A.M. Gorkiego (1958).
W swoich utworach literackich często posługiwał się przypowieścią i metaforą, zajmował się tematyką obyczajową i społeczną. Często sięgał też do folkloru.
Zasiadał w jury konkursu głównego na 22. MFF w Cannes (1969).

## Adaptacje filmowe

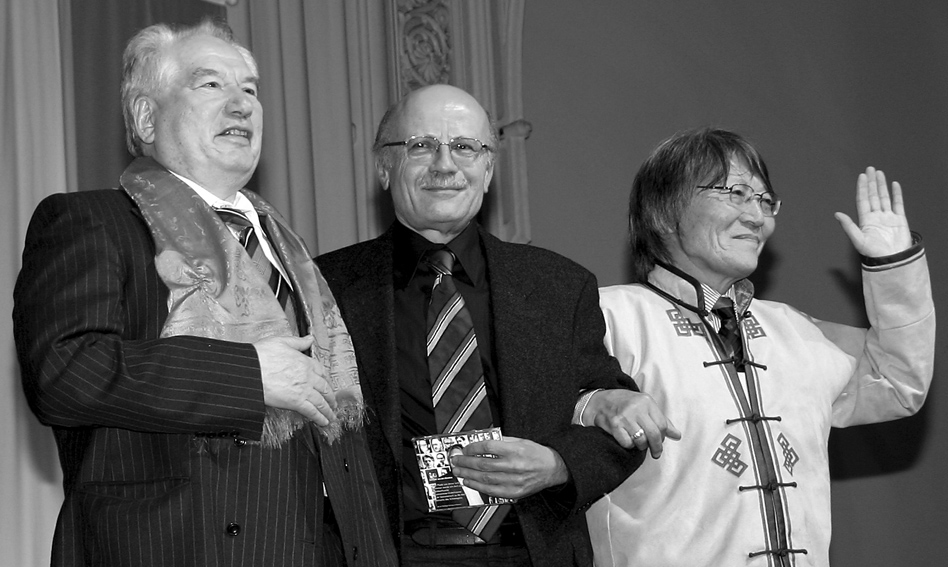
Czingiz Ajtmatow, Lucien Leitess i Galsan Tschinag

Książki Czingiza Ajtmatowa stanowiły podstawę wielu adaptacji filmowych. Najbardziej znaną aktorką, która stworzyła postacie głównych bohaterek utworów pisarza, jest Natalja Arinbasarowa.
- 1961: Przełęcz (Перевал, według Topolek moj krasnoj kosynkie)[8]
- 1962: Znój (Зной, według Wielbłądziego oka)[8]
- 1966: Pierwszy nauczyciel (Первый учитель, w reżyserii Andrieja Konczałowskiego, w roli głównej Natalja Arinbasarowa)[9]
- 1967: Matczyne pole (Материнское поле)[8]
- 1968: Żegnaj, Gulsary! (Бег иноходца)[8]
- 1969: Dżamila (Джамиля, w reżyserii Iriny Popławskiej, w roli głównej Natalja Arinbasarowa)[10]
- 1975: Czerwone jabłko (ros. Красное яблоко, kirg. Кызыл алма), reż. Tołomusz Okiejew, w roli głównej Tattybübü Tursunbajewa[11][12]
- 1975: Biały statek (Белый пароход)[8]
- 1979: Żurawie przyleciały wcześnie (Ранние журавли)[8]

## Nagrody i odznaczenia
Bohater Republiki Kirgiskiej. Został odznaczony m.in. Orderem „Manas”, Złotym Medalem „Sierp i Młot” Bohatera Pracy Socjalistycznej (31 lipca 1978), dwukrotnie Orderem Lenina, Orderem Rewolucji Październikowej, dwukrotnie Orderem Czerwonego Sztandaru Pracy, Orderem Przyjaźni Narodów oraz rosyjskim Orderem Przyjaźni (1998) i Orderem Uśmiechu. Trzykrotny laureat Nagrody Państwowej ZSRR (1968, 1977, 1983) oraz Nagrody Leninowskiej za cykl Opowieści gór i stepów (1963).

## Wybrana twórczość[13][14]

### Powieści
- 1961 – Moja dziewczyna (ros. Тополёк мой в красной косынке)
- 1966 – Żegnaj, Gulsary (ros. Прощай, Гульсары!)
- 1970 – Biały statek (ros. Белый пароход)
- 1975 – Żurawie przyleciały wcześnie (ros. Ранние журавли)
- 1980 – Dzień dłuższy niż stulecie (ros. Буранный полустанок lub И дольше века длится день)
- 1986 – Golgota (ros. Плаха) – historia Abdiasza Kallistratowa, młodego dziennikarza, zabitego w stepie
- 1992 – Biełoje obłako Czyngischana (ros. Белое облако Чингисхана)
- 1996 – Tawro Kassandry (ros. Тавро Кассандры)
- 1998 – Wstriecza s odnim bachai (ros. Встреча с одним бахаи)
- 2006 – Kogda padajut gory (Wiecznaja niewiesta) (ros. Когда падают горы (Вечная невеста))

### Nowele i opowiadania
- 1952 – Gazietczyk Dzjujdo (ros. Газетчик Дзюйдо)
- 1953 – Aszym (ros. Ашим)
- 1957 – Trudnaja pierieprawa (ros. Трудная переправа)
- 1957 – My idiem dalsze (ros. Мы идем дальше)
- 1957 – Nocznoj poliw (ros. Ночной полив)
- 1957 – Twarzą w twarz (ros. Лицом к лицу)
- 1958 – Dżamila (ros. Джамиля) – pierwszy znany w Europie utwór Ajtmatowa, przetłumaczony na język francuski, który nazwano „najpiękniejszą historią miłosną”. Od tego właśnie momentu wszystkie jego utwory cieszyły się sporym zainteresowaniem
- 1958 – Sopierniki (ros. Соперники)
- 1960 – Wielbłądzie Oko (ros. Верблюжий глаз) – opublikowane w tłumaczeniu Krystyny Latoniowej zbiorze „Opowiadania pisarzy radzieckich” (Państwowy Instytut Wydawniczy, Warszawa 1968)
- 1962 – Pierwszy nauczyciel (ros. Первый учитель)
- 1976 – Matczyne pole (ros. Материнское поле)
- 1977 – Łaciaty pies biegnący brzegiem morza (ros. Пегий пёс, бегущий краем моря)
- 1991 – Na riekie Bajdamtał (ros. На реке Байдамтал)
- Płacz pierieletnoj pticy (ros. Плач перелетной птицы)
- Ziemla i flejta (ros. Земля и флейта)

### Dramaty
- 1973 – Wejście na Fudżi-jamę (ros. Восхождение на Фудзияму) – napisany razem z Kałtajem Muchamedżanowem

### Publicystyka
- 1997 – Płacz ochotnika nad propast'ju (ros. Плач охотника над пропастью) – napisany razem z M. Szachanowym
- Czy podważane są zasady?